# Mediterranean Shipping Company

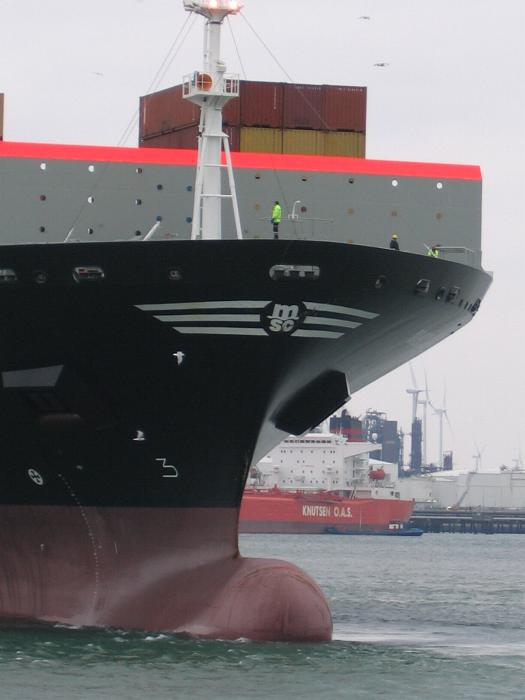
La proue d'un porte-conteneurs de MSC.

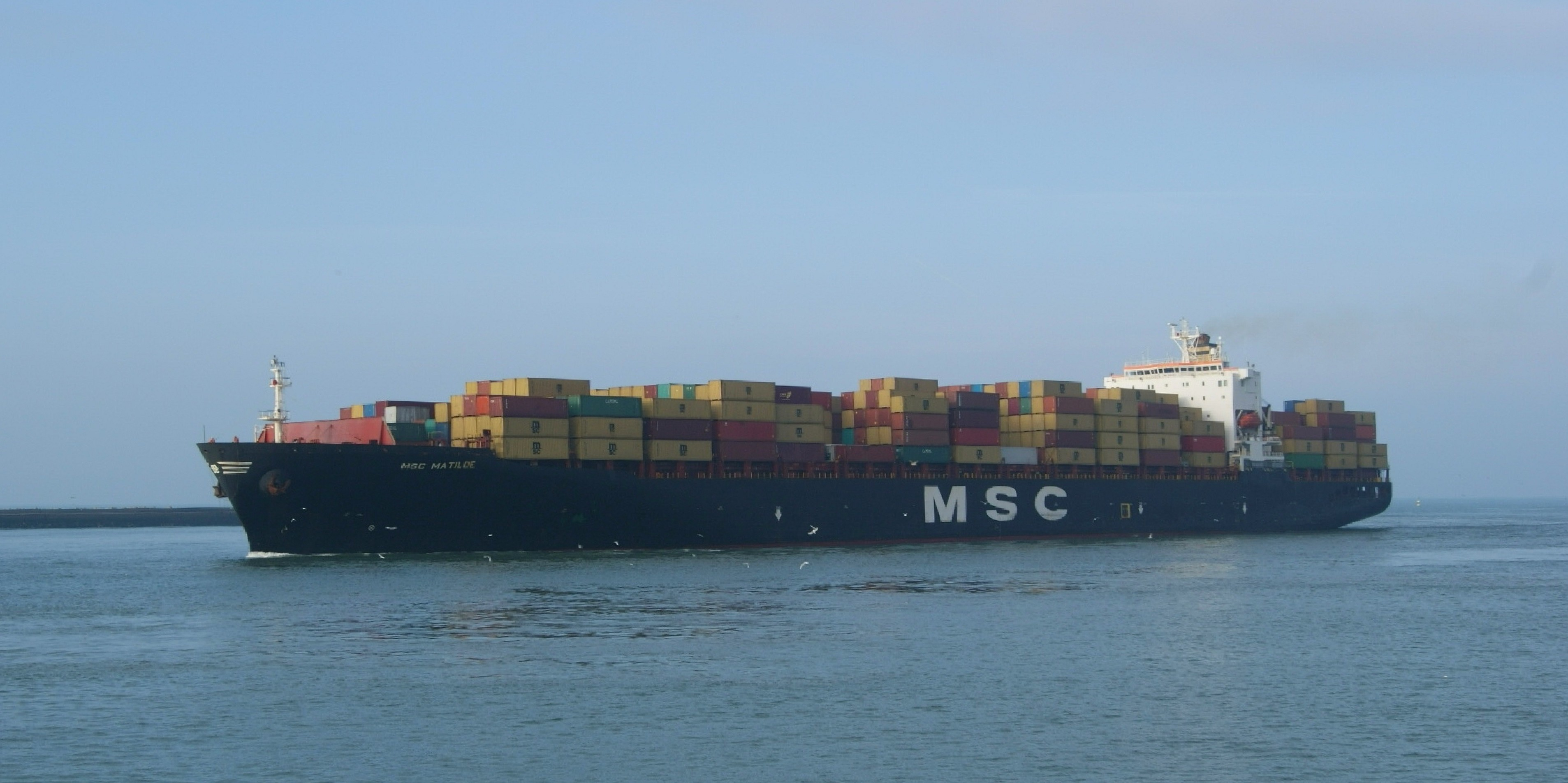
Le MSC Matilde entre dans le port du Havre.

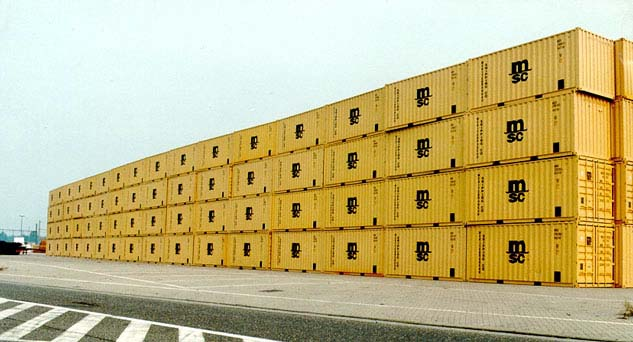
Les nouveaux conteneurs de MSC, aux couleurs de l'entreprise et marqués de son logo.

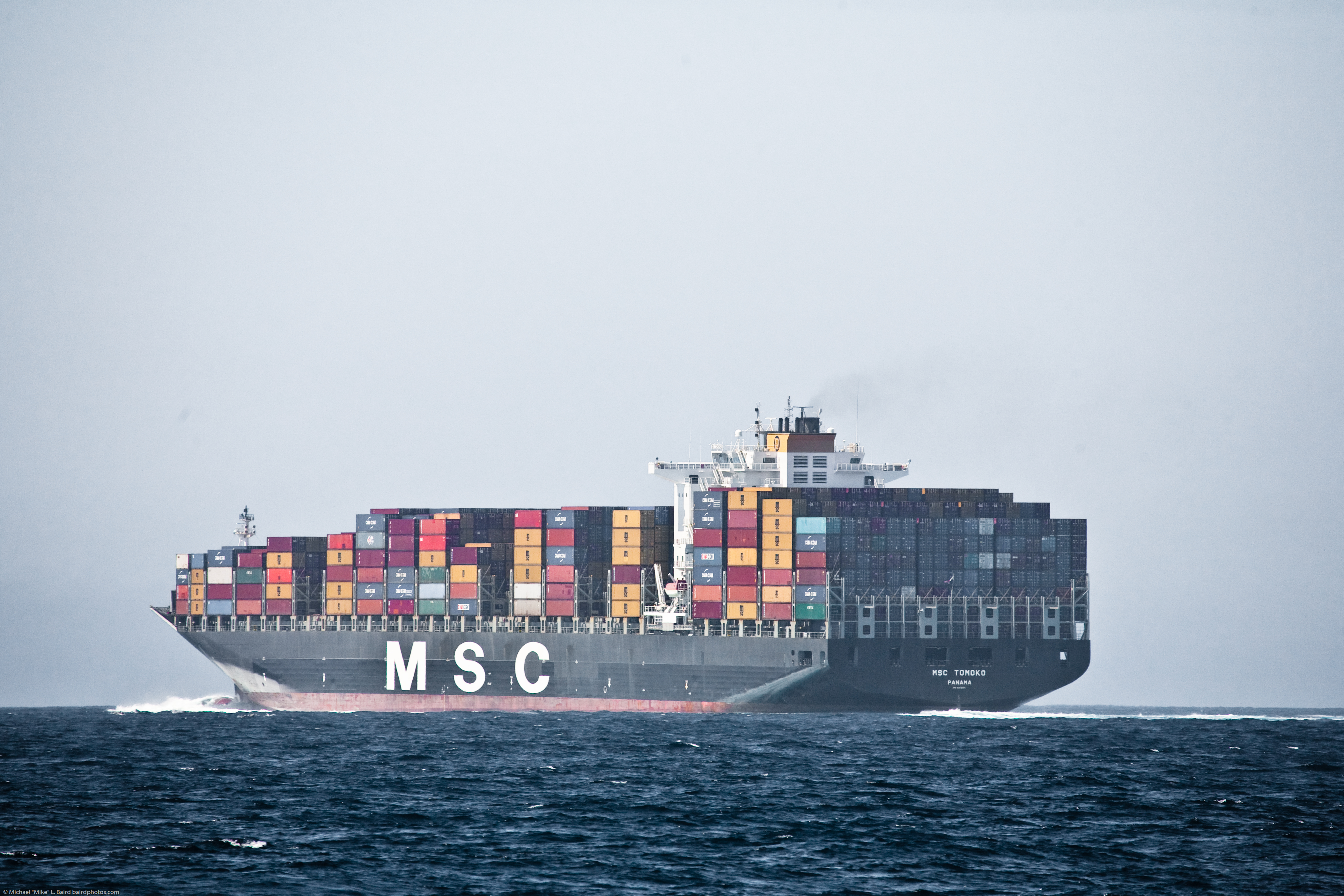
MSC Tomoko Panama, ici dans le détroit de Santa Barbara.

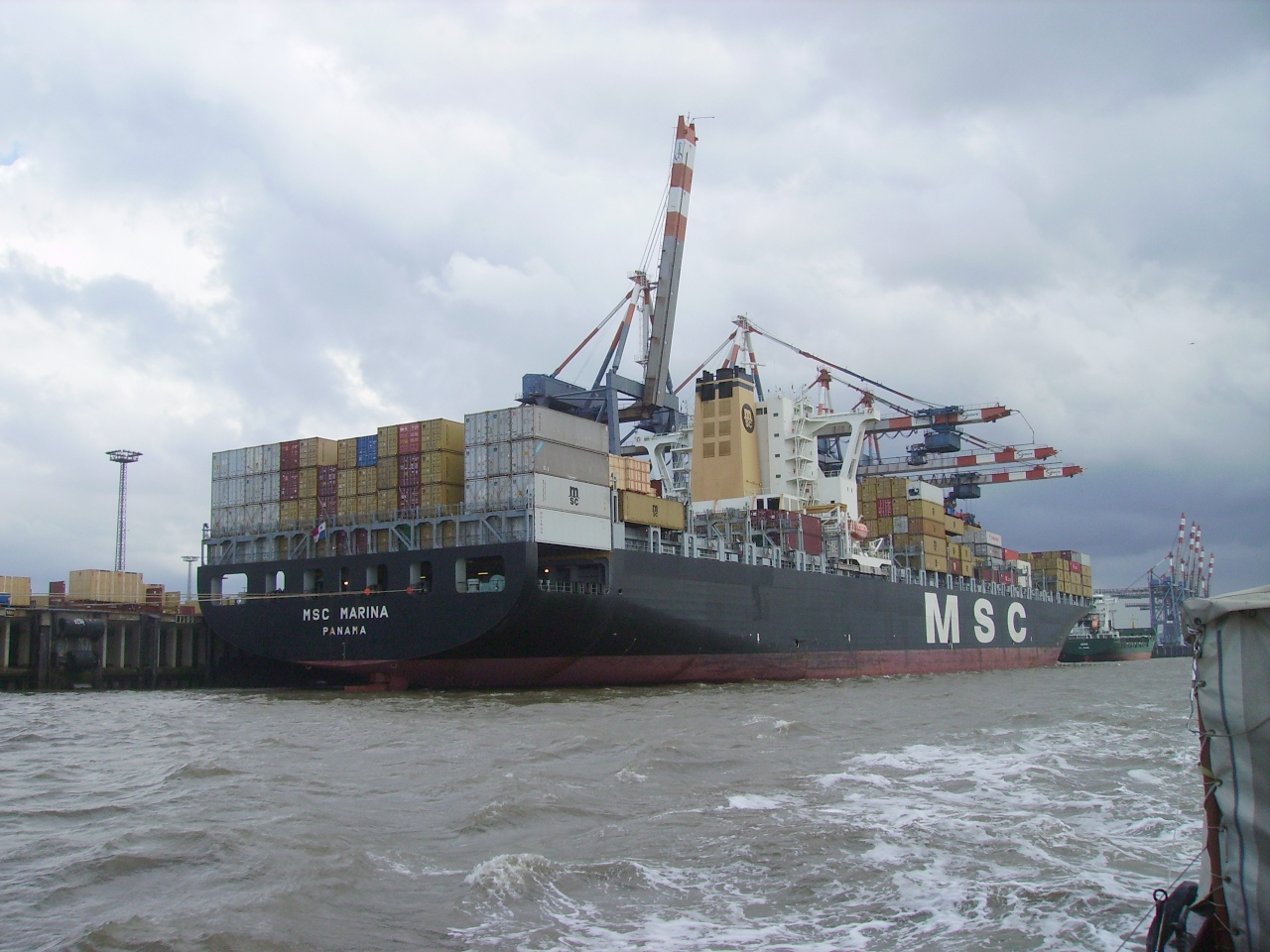
MSC Marina au Terminal-Conteneur de Bremerhaven.

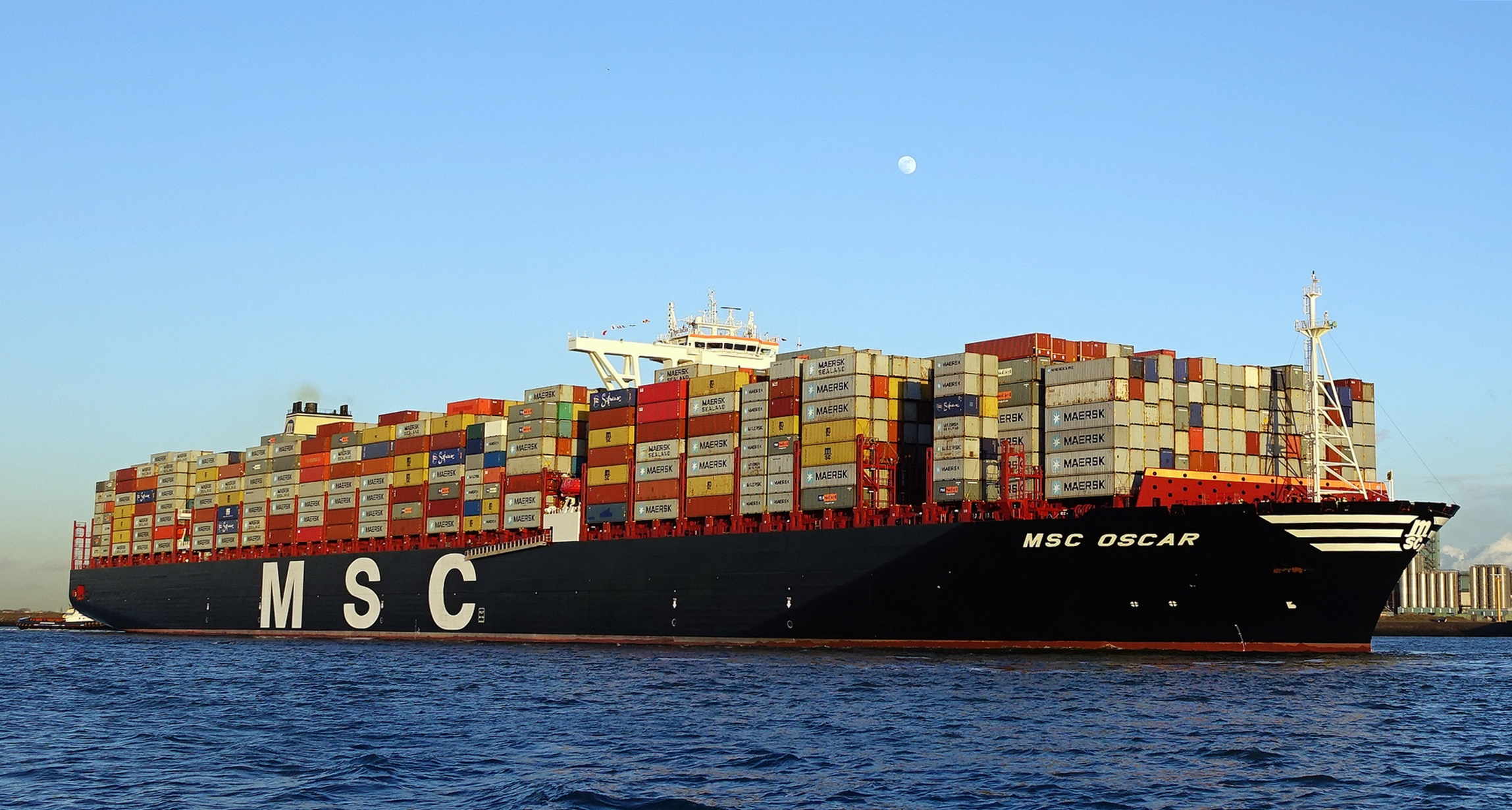
MSC Oscar, première visite à Rotterdam, en 2015.

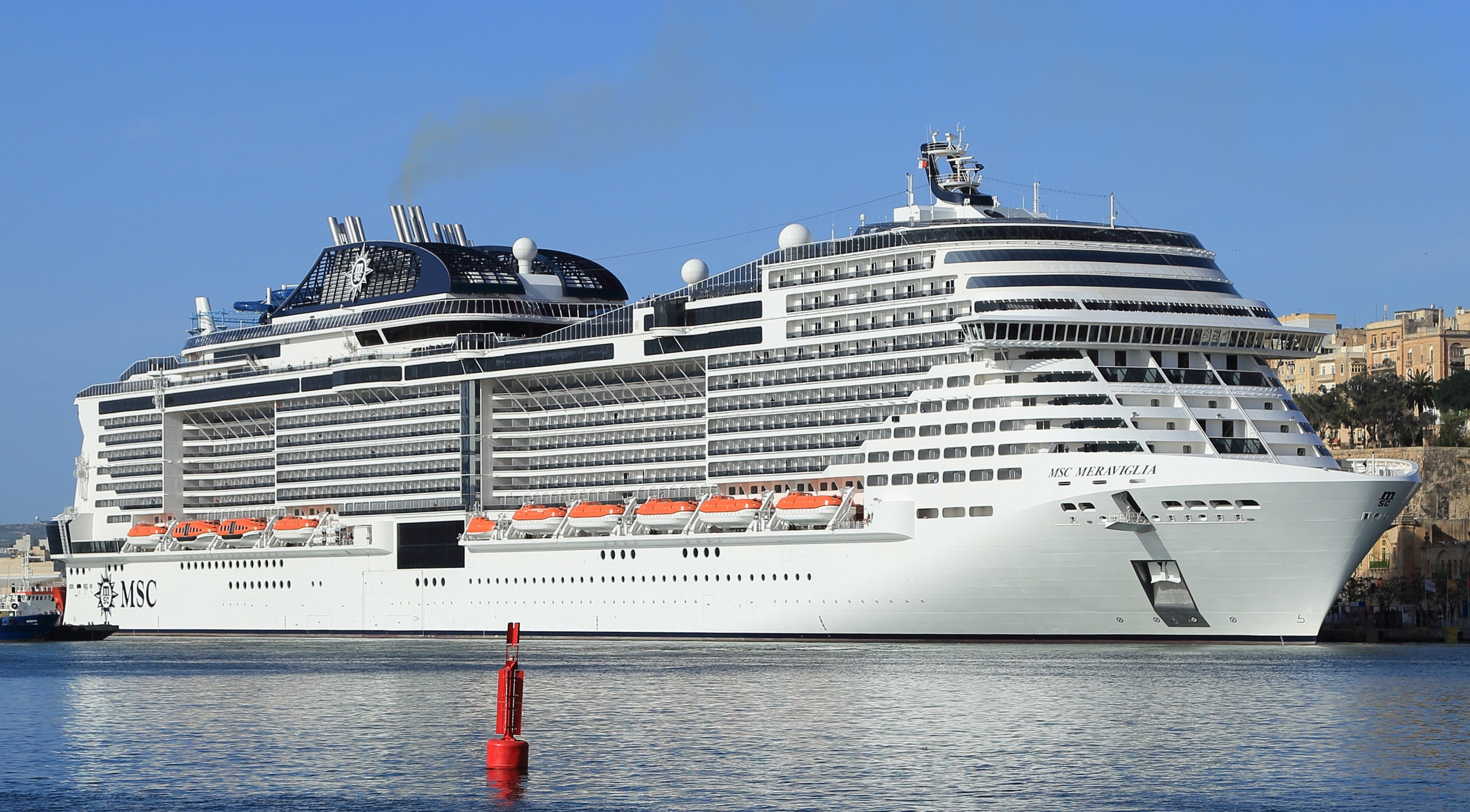
Le paquebot MSC Meraviglia, à Malte.

La Mediterranean Shipping Company plus connue sous son sigle MSC est un armateur de porte-conteneurs et de navires de croisières italo-suisse. D'origine italienne, il est aujourd'hui basé à Genève et de droit suisse. Le groupe est détenu par le milliardaire Gianluigi Aponte.
L'activité croisière est opérée via sa filiale MSC Croisières, qui est le troisième acteur de ce secteur. Le Groupe MSC revendique une flotte de 560 navires et plus de 100 000 employés. Il gère les terminaux portuaires à Singapour, Long Beach, ou Rotterdam.
En 2020, MSC rachète les activités portuaires et ferroviaires africaines de Vincent Bolloré pour 5,7 milliards d'euros.
MSC est devenue en 2022 la première compagnie de transport maritime devant Maersk, à la fois en termes de flotte de navire, au nombre de 713 en décembre 2023, et d'équivalent 20 pieds (EVP, l'unité utilisée pour mesurer la quantité de conteneurs transportée), 5,55 millions en décembre 2023.
En 2023, MSC reprend 50% du capital de la société italienne Nuovo Trasporto Viaggiatori, dont la marque commerciale est Italo. Les autres 50% du capital restant aux mains de Global Infrastructure Partners et de l'assureur Allianz.

## Historique
La compagnie a été fondée en 1970 par Gianluigi Aponte, capitaine de navire, originaire de Sorrente (Naples). La même année, il acheta son premier navire avec lequel il développa les liaisons maritimes commerciales avec le continent africain.
Il en était propriétaire et président, et dirigeait le groupe avec l'aide de son fils Diego Aponte, qui occupait le poste de vice-président.
En 1988, avec le rachat de la Flotte Lauro, il crée ainsi sa filiale spécialisée dans les croisières, MSC Croisières.
Durant les 25 premières années de son histoire le groupe a opéré principalement des lignes vers l'Afrique de l'est, les États-Unis et l'Australie. Sa stratégie étant d'utiliser uniquement des « navires d'occasion » pour pallier les taux de fret de l'époque, trop bas pour justifier la commande de navires neufs.
Ce n'est qu'en 1994 que MSC passe commande de 2 navires de 3 300 équivalents vingt pieds (EVP), le MSC Alexa et le MSC Rafaela (respectivement prénoms de la fille et de l'épouse de Gianluigi Aponte). Ils inaugureront la ligne Extrême Orient - Europe du Nord à leur sortie de chantier en 1996.
La compagnie connait à partir des années 2000 un développement exponentiel avec une augmentation continue du nombre de navires et de leurs capacités. MSC n’a que 5 navires d'une capacité de 4 000 EVP en 2000 : le premier d’entre eux est nommé MSC Diego, du nom du fils de Gianluigi Aponte.
Des navires ayant jusqu’à une capacité de 9.000 EVP comme le MSC Pamela de 2009 entrent en service dans toute la décennie 2000-2010, si bien qu’en 2011, la compagnie possède 459 navires porte-conteneurs, soit une capacité totale de plus de 2 308 000 EVP. La même année, MSC a aussi 44 000 salariés dans le monde et 500 agences réparties dans 161 pays.
En octobre 2014, le fils de Gianluigi Aponte, Diego Aponte devient président du groupe.
En août 2016, Alexis Kohler est engagé en tant que directeur financier.
En juillet 2019 est mis en service le plus grand porte-conteneurs du monde à ce moment-là, le MSC Gülsün (en) d'une capacité de 23 756 EVP.
Au 1er aout 2021, la société est le deuxième plus grand armateur de porte-conteneurs du monde avec 614 navires d'une capacité de 4 087 822 EVP, soit 16,5 % de parts de marché, juste derrière Maersk et devant la CMA-CGM.
En décembre 2021, MSC propose au moins 5,7 milliards d'euros pour Bolloré Africa Logistics, filiale du groupe Bolloré.
Le 6 janvier 2022, MSC est devenue la plus grande compagnie maritime de conteneurs au monde, dépassant Maersk, en termes de capacité en EVP, selon les derniers chiffres d'Alphaliner.
En 2023, MSC a acquis une participation majoritaire dans AlisCargo Airlines, une compagnie aérienne de fret basée à Milan. Cette acquisition, finalisée début 2024, permettra à AlisCargo de reprendre ses opérations avec la livraison d'un Boeing 777 cargo, élargissant ainsi les capacités de fret aérien de MSC.
En 2024, MSC a élargi ses investissements, notamment en entrant dans le secteur de l'édition avec l'acquisition du quotidien « Il Secolo XIX ».
En mars 2025, CK Hutchison annonce la vente de plusieurs de ses terminaux portuaires en Amérique latine, dont deux ports au Panama à un consortium composé du fonds d'investissement américain BlackRock mais aussi et surtout à Mediterranean Shipping Company qui sera l'actionnaire principal, pour 22,8 milliards de dollars, dans le contexte où Donald Trump, président des États-Unis, dénonce l'influence chinoise sur le canal de Panama et appelle à la reprise par les États-Unis du canal sous une forme ou une autre.

### Filiale de fret ferroviaire
En 2016, avec la privatisation de l’opérateur national de fret portugais CP Carga, MSC crée la filiale Medway qui s'est développée en Espagne puis en Italie en 2019 sous le nom de Medway Italia, et en mars 2022, une nouvelle filiale est créée en Belgique. Cette dernière a repris le trafic de transport de conteneurs de Crossrail Benelux. Le directeur général de Medway, M. Bruno Silva a déclare à la presse que la compagnie Medway débuterait en 2025, ses opérations en France. La filiale ferroviaire belge de Medway Italia a pour mission l’expansion terrestre de MSC en Europe du Nord. De manière plus large, Medway fait partie de Medlog, la branche logistique du conglomérat suisse (basé à Genève), spécialisée dans le transport multimodal,.

## Organisation et infrastructures
Le quartier général de la compagnie a son siège social dans le quartier de Champel, à Genève (Suisse) et son siège opérationnel à Piano di Sorrento, en Italie, près de Naples, tandis que son principal port est Anvers, en Belgique.

## Lobbying
La Mediterranean Shipping Company est inscrite depuis 2021 au registre européen des représentants d'intérêts, et déclare pour cette année des dépenses de lobbying comprises entre 50 000 et 100 000 euros.
MSC Cruises SA est inscrite au registre de la Haute autorité pour la transparence de la vie publique. Elle déclare pour 2021 des dépenses de lobbying d'un montant compris entre 50 000 et 75 000 euros.

## Fiscalité
Ce ne sont pas les impôts qui pèsent sur les bilans sur les grands groupes de transport maritime: leurs activités étant réparties mondialement, le danois A. P. Moller-Maersk, le suisse MSC ou le français CMA CGM ont un taux d'imposition qui se situe entre 1 % et 2 % dans leur pays d’origine. Selon le chercheur Guillaume Vuillemey, il faudrait « [s’]interroger sur le “vrai prix” du transport maritime, une fois qu’on a pris en compte son impact environnemental. Une augmentation de la fiscalité sur le transport maritime pourrait permettre aux armateurs de payer le « coût complet » de leurs activités.

## Impact environnemental
Le fret maritime est l’un des plus grands émetteurs de CO2, et il tarde à changer de cap.Les grands groupes de ce secteur dont Maersk, MSC et CMA CGM, font partie des dix premiers groupes qui contrôlent 95 % du marché, ont les moyens d’investir dans la diminution d'émission des gaz à effet de serre. Le gaz naturel liquéfié (GNL) ne peut pas être considéré comme une alternative à faible émission de carbone, rappelle le GIEC. Le GNL est majoritairement constitué de méthane dont le pouvoir de réchauffement global est environ de trente fois celui du CO₂.
En 2018, MSC était responsable d'environ 11 mégatonnes de CO2 ; cela fait de MSC l'un des dix émetteurs de CO2 de l'UE avec la plus grande quantité de gaz à effet de serre. En septembre 2021, MSC a annoncé vouloir atteindre la neutralité carbone pour 2050. La compagnie a annoncé avoir réduit en 2020 ses émissions en CO2 de 44,3% par rapport à 2008.

## Incidents
Le 18 janvier 2007, le MSC Napoli signale une fissure dans la coque alors qu'il navigue en Manche. L'équipage est hélitreuillé, le navire désemparé est remorqué puis finalement échoué dans la baie de Lyme en Angleterre.
Le MSC Flaminia naviguant sous pavillon allemand, est victime d'un incendie en mer le 14 juillet 2012, alors qu'il était au centre de l'Atlantique Nord. Cet incendie compte parmi les plus graves qui aient jamais touché un porte-conteneur. Il a été jugé maitrisé près de 10 jours plus tard, le 23 juillet. Plus de la moitié des conteneurs transportés ont brûlé ou ont été endommagés, dont des conteneurs transportant des PCB qui semblent avoir brûlé, ce qui signifie l'émission d'une quantité significative à importante de dioxines et autres organochlorés polluants et persistants.
« Le 22 janvier 2016, le navire porte-conteneurs MSC Monica s’est échoué, sur le fleuve Saint-Laurent, à un mille marin au nord-nord-est de Deschaillons-sur-Saint-Laurent (Québec). » Renfloué à marée haute par trois remorqueurs, il a été escorté jusqu'à Québec, inspecté, puis réparé (hélice endommagée). Le rapport du BST a conclu à un problème de langue de communication entre le pilote et la timonerie et à une déficience du gouvernail.

## Trafic de drogue
Les douanes ne pouvant contrôler qu'un nombre limité de conteneurs, il est fréquent que des trafiquants les utilisent pour faire voyager des stupéfiants, dont sur les porte-conteneurs de MSC (première compagnie au monde en tonnage, juste devant AP Møller Maersk). Ainsi, en juin 2019 dans le port de Philadelphie, une saisie record de cocaïne est faite à bord du MSC Gayane, appartenant à la banque JP Morgan, mais exploité par MSC. Ce sont environ 20 tonnes de drogue, d'une valeur d'environ 1,3 milliard de dollars qui ont été chargées de nuit en mer à partir de vedettes rapides, entre les côtes du Pérou et de Panamá, puis camouflées durant le voyage dans sept conteneurs de vin, de noix, de déchets électroniques. Le navire avait ensuite pour destination Rotterdam, Anvers et Le Havre. C'est la saisie la plus importante jamais faite aux États-Unis. 8 des 22 marins étaient complices, dont le capitaine en second, Monténégrin de 39 ans, recruté pour ce trafic et payé 1 million de dollars pour diriger les opérations à bord, ce qui lui vaudra (le 10 juin) une condamnation à sept ans de prison aux États-Unis, sept autres marins écopant de six ans de prison chacun. 
MSC a été momentanément suspendu du programme de contrôle du Service des douanes et de la protection des frontières des États-Unis (programme CBP, incluant un partenariat d’extradition contre le terrorisme, et la possibilité pour les navires de passer plus rapidement les contrôles aux frontières en échange d'un renforcement de la sécurité dans la compagnie. Ni le capitaine, ni MSC n'ont été jugés impliqués. La filiale de gestion d’actifs de JP Morgan et MSC ont cependant du verser 50 millions $ en liquide, et une caution pour que le navire, lui-même saisi, soit libéré après perquisition. 
MSC a ensuite dit avoir dépensé plus de 100 millions de dollars pour améliorer la sécurité dans l’entreprise, précisant que MSC continuerait à collaborer avec les douanes et les autorités policières, comme elle le fait depuis longtemps aux Etats-Unis. C'était la 3e perquisition ayant permis de découvrir des stupéfiants faite sur des navires MSC exploités dans l'année. 537 kilos de cocaïne ont été trouvés à Philadelphie (en mars 2019) sur le « MSC Desiree », et 2,2 tonnes sur le MSC Carlotta en Espagne, et une perquisition a eu lieu dans le Port de Gênes en Italie (en juin).